# Idaea nigrocinctaria
Idaea nigrocinctaria är en fjärilsart som beskrevs av Fuchs 1904. Idaea nigrocinctaria ingår i släktet Idaea och familjen mätare. Inga underarter finns listade i Catalogue of Life.